# 月亮坡崖墓群
月亮坡崖墓群位於四川省遂寧市船山區，文物遺址年代判定為東漢。2012年7月16日公佈為第八批四川省文物保護單位。

## 簡介[2]
月亮坡崖墓群位於四川省遂寧市船山區老池鄉店子村，涪江西岸月亮坡半山腰。崖墓共30座，橫向並列成一排佈局，從右至左分別編號M1-M30。其中M1基室為仿木構形制，左右壁的拱卷處雕刻出木梁，拱頂雕有檁櫞，後壁中央有一斗拱，作一斗二升。特別重要的是墓室右壁、後壁殘存有精美的浮雕畫像，右壁殘存4幅，後壁上部有主題畫像1幅，下部有畫像兩排6幅，部分畫像已完全風化。主題畫像內容是人首蛇身的女媧伏羲像，其余畫像主要表現的是男女演奏瑟、笙簧、琴等樂器的形象，以及建築、斗拱、三足鳥等圖案，均與女媧制樂的神話傳說有關。畫像人物與四川東漢崖墓經常出土的撫琴、吹笙等陶俑形象一致，畫像佈局與東漢畫像石、畫像磚基相似，真實而生動地描繪了神話故事場景，對研究四川東漢崖墓的葬制、葬俗和當時人們的生活習俗、信仰等都有著重要意義。第三次全國文物普查新發現。